# Уокер, Том
Томас Александр Уокер (англ. Thomas Alexander Walker, род. 17 декабря 1991 года) — шотландский певец и автор песен.

## Ранние годы
Уокер родился в Килсайте, недалеко от Глазго, но в возрасте трех лет его семья переехала в город Натсфорд. Он говорит с шотландским акцентом, когда находится с семьей или в Шотландии. Его любимыми артистами в детстве были Рэй Чарльз, Мадди Уотерс и Паоло Нутини. В 2014 году Уокер окончил Лондонский колледж креативных медиа.

## Карьера
В 2017 году он выпустил песню «Just You and I» и исполнил ее на сегодняшнем шоу NBC с Кэти Ли Гиффорд. Его следующим синглом стал «Blessings», заглавный трек с его дебютного мини-альбома Blessings. 13 июня 2017 года Уокер выпустил сингл «Heartland», который был написан в соавторстве и спродюсирован Naughty Boy. 22 августа 2017 года сингл был добавлен в плейлист BBC Radio 1. Позже, в 2017 году, Уокер был назван одним из новых дополнений к списку британцев BBC Radio 1. Уокер играл на разогреве таких артистов, как Джордж Эзра, Галлант и Джейк Багг. 28 сентября он начал свое турне по США в Коннектикуте.
13 октября 2017 года Уокер выпустил свой сингл «Leave a Light On» на лейбле Relentless Records. Сингл был написан в соавторстве и спродюсирован Стивом Маком. Музыкальное видео на песню было спродюсировано Чарльзом Мелингом и снято в Хорватии. Песня попала в многочисленные международные чарты и была включена в его дебютный студийный альбом What a Time to Be Alive. В 2019 году Уокер стал лауреатом премии Brit Awards 2019 в номинации Лучший прорыв. Его песня «Leave the Light On» также была номинирована на Лучший британский сингл.
В ноябре 2019 года он подтвердил, что начал работать над своим вторым студийным альбомом. После этого, в начале 2020 года, What a Time to Be Alive получил платиновую аккредитацию британской индустрии фонографии за продажи более 300 000 единиц в Великобритании.
В рамках концерта «Королевских гимнов: вместе на Рождество» Том Уокер исполнил «For Those Who Can’t Be Here» с Кэтрин, герцогиней Кембриджской, которая аккомпанировала на фортепиано.
В 2021 году выпустил сингл «Something Beautiful» совместно с Masked Wolf.